# (22469) Poloniny
(22469) Poloniny est un astéroïde de la ceinture principale.

## Description
(22469) Poloniny est un astéroïde de la ceinture principale. Il fut découvert le 2 février 1997 à Modra par Peter Kolény et Leonard Kornoš. Il présente une orbite caractérisée par un demi-grand axe de 2,41 UA, une excentricité de 0,20 et une inclinaison de 5,0° par rapport à l'écliptique.

## Compléments